# Kurhaus Woltersdorfer Schleuse

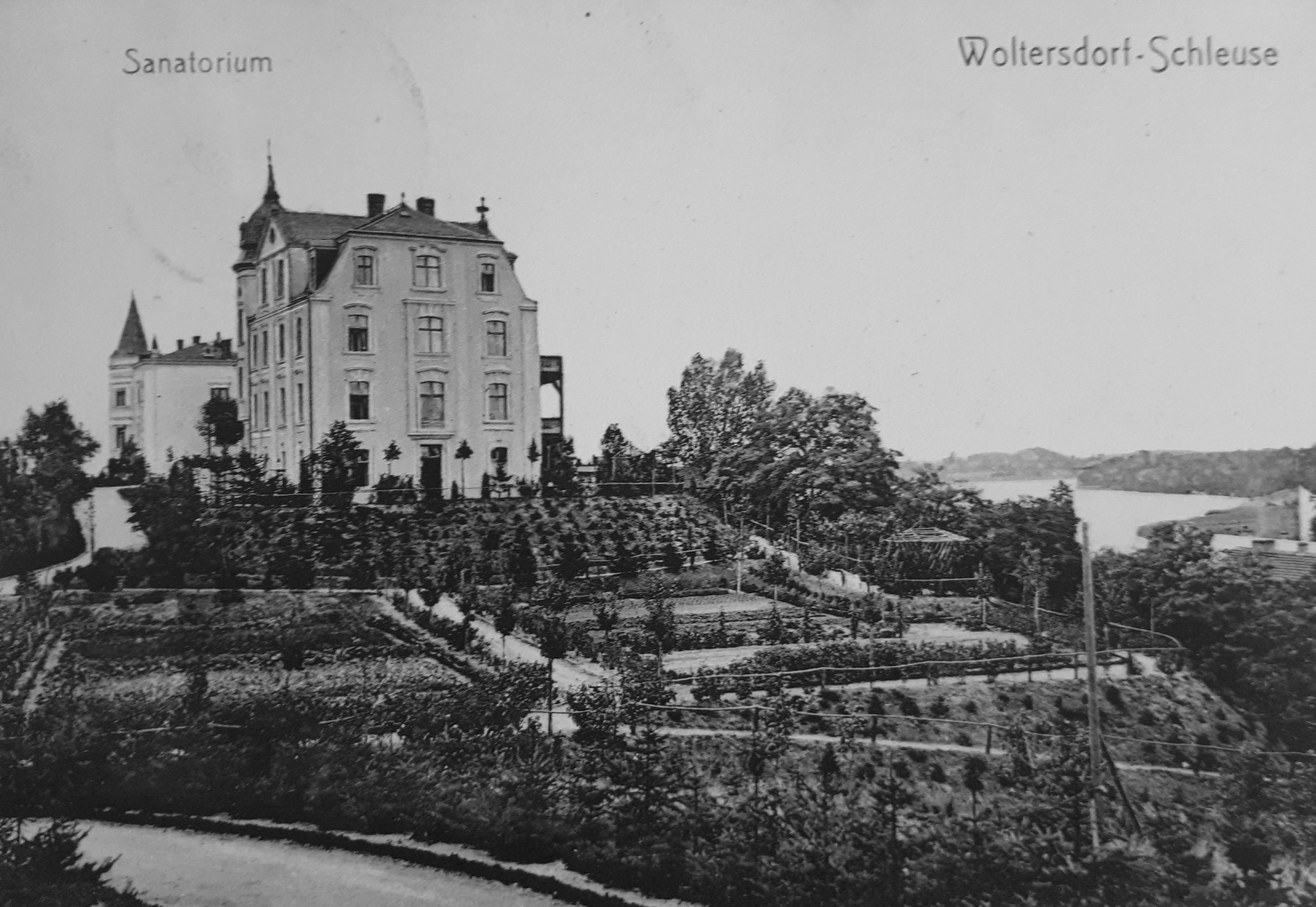
Kurhaus um 1900

Das Kurhaus Woltersdorfer Schleuse, auch Knoch's Kurhaus oder Knochenburg genannt, ist ein Gebäudekomplex in Woltersdorf an der Schleuse. Heute befindet sich in ihm das Sana Krankenhaus Gottesfriede.

## Lage
Das Kurhaus liegt oberhalb der namensgebenden Woltersdorfer Schleuse auf dem Werder, der Halbinsel zwischen Dorf und Schleuse. Das Gelände umfasste anfangs eine Fläche von 5 Hektar östlich der Schleusenstraße.

### Umgebung
Die Namen der Parkstraße und der Hans-Knoch-Straße stehen in direktem Zusammenhang mit dem Kurhaus. Erstere ist nach dem vormals hier liegenden Park benannt, zweitere nach dem Gründer des Kurhauses.

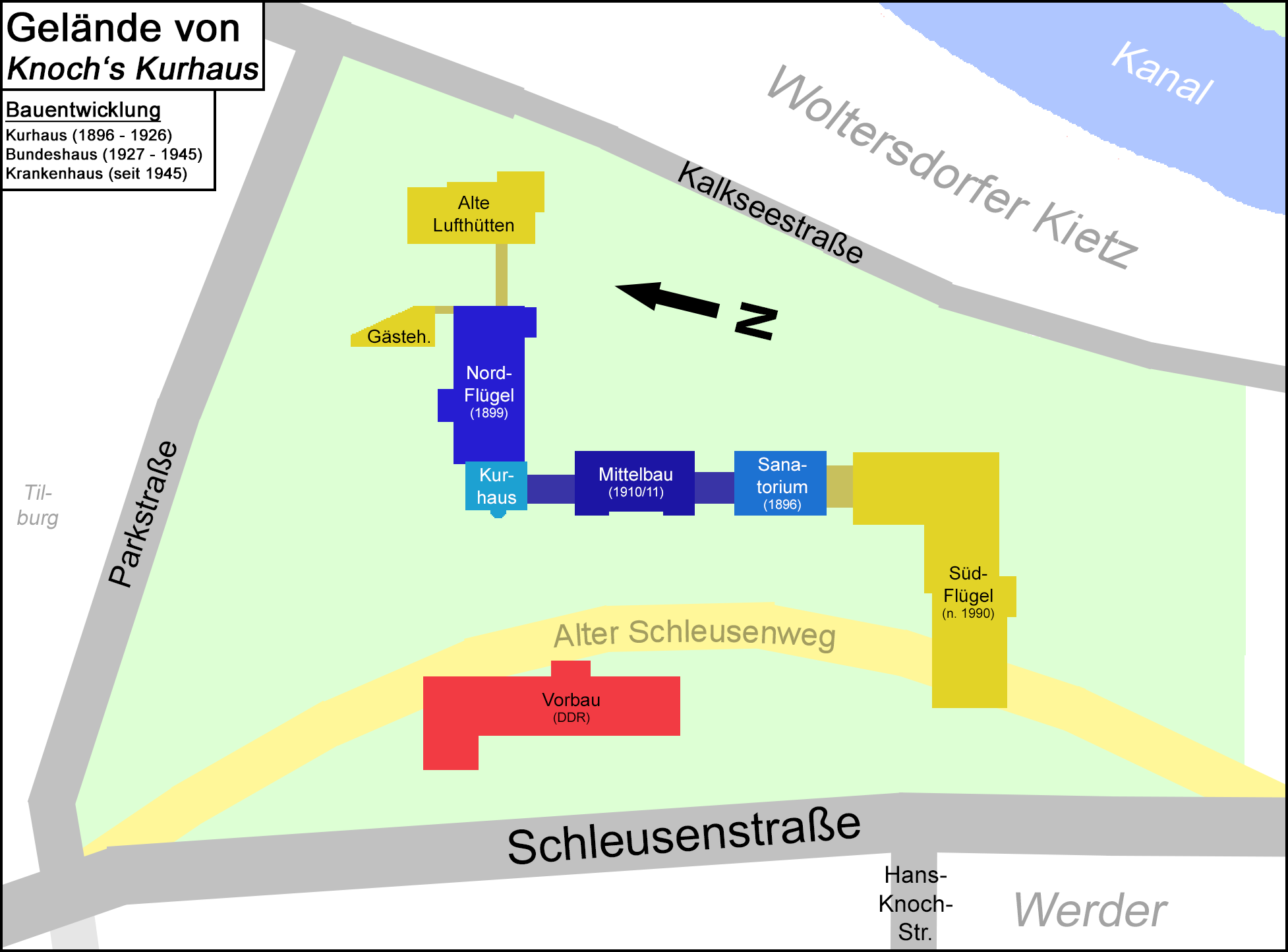
Entwicklung der Knochenburg

## Gebäude und Gelände
Im Jahr 1896 wurde mit dem Umbau einer Villa zum Sanatorium der Kurbetrieb auf dem Gelände begonnen. Einige Jahre später wurde rechts vom Sanatorium ein weiteres Kurhaus errichtet. Seit 1911 wurden beide Gebäude durch einen Mittelbau verbunden. Um das Kurhaus herum wurde ein Park angelegt mit Lufthütten, Tennisplatz und Ruhemöglichkeiten. Vom Kurhaus führte eine Straße direkt zur Langen Bucht vom Flakensee, wo sich ein hauseigener Steg befand. In DDR-Zeiten wurde der Gebäudekomplex für den Krankenhausbetrieb umgebaut und vor dem Kurhaus ein neues Gebäude errichtet. Nach der Wende wurde noch ein neues Gästehaus errichtet. Heute ist der Gebäudekomplex in vier Teile gegliedert. Die Kurhausvilla mit ihren hinteren Anbauten sowie dem Gästehaus ist heute das EC-Begegnungs- und Bildungszentrum. Das Sanatorium und der Mittelbau sind das Haus 1 des Krankenhauses. Der bis zur Schleusenstraße heranreichende Südflügel ist heute das Haus 2 und der ebenfalls an der Schleusenstraße befindliche frei stehende Vorbau aus DDR-Zeiten wird als Haus 3 bezeichnet. Heute ist die Knochenburg mit über 3000 m² das größte Gebäude in Woltersdorf.

## Geschichte

### Knoch's Kurhaus (1896–1926)
Ab den 1880er Jahren wuchs der Ausflugsverkehr zur Woltersdorfer Schleuse. Seit 1883 wurde auch der Werder besiedelt und die ersten Häuser wurden in der Werderstraße errichtet. Eine einzelne Villa wurde am höchsten Punkt des Werders an der Schleusenstraße errichtet. Im Jahre 1896 kaufte Hans Knoch diese alleinstehende Villa und baute sie zu einem Kurhaus um. In Knoch's Kurhaus wurde die „Physikalisch-diätische Heilweise und Psycho-Therapie“ praktiziert. Licht- und Luftkuren wurden angeboten. Der Kurbetrieb war auf die Naturheilpraxis und arzneilose Heilweise ausgerichtet, nach den Methoden und Ansätzen von Prießnitz, Schroth, Rikli, Kuhne, Kneipp und Lahmann. Der Kurbetrieb war sehr einträglich und das Kurgelände wurde bis 1914 stetig erweitert. Außerdem kaufte Knoch große Ländereien in Woltersdorf und dem benachbarten Klein Schönebeck, für den Obst- und Gemüseanbau zur Selbstversorgung des Kurhauses. Während des Ersten Weltkrieges wurde das Kurhaus als Lazarett genutzt. Nach dem Ende des Krieges logierten im Kurhaus neben dem Regisseur Joe May auch zahlreiche Schauspieler und Filmschaffende, die in der Woltersdorfer Filmstadt arbeiteten. 1919 kam es zum Bruch zwischen dem Kurhausbesitzer Knoch und dem leitenden Arzt Grabley, wegen einer Affäre mit einer Krankenschwester. Grabley verließ das Kurhaus Woltersdorf und baute im Eibenhof in Saarow am Scharmützelsee einen neuen Kurbetrieb auf.

### Bundeshaus des EC-Verbandes (1926–1945)
Der Jugendbund für entschiedenes Christentum kaufte 1926 das Kurhaus und richtete hier seinen Hauptsitz in Deutschland ein. Auch während des Zweiten Weltkrieges wurde das Kurhaus wieder als Lazarett genutzt. Nach dem Zweiten Weltkrieg wurde der Hauptsitz jedoch nach Kassel verlegt und das Kurhaus ein Krankenhaus.

### Krankenhaus Gottesfriede (ab 1945)
In der DDR wurde das Kurhaus weiter von EC-Verband als Krankenhaus betrieben. 1967 wurde die Geburtenstation aufgelöst und nach Rüdersdorf verlagert. Nach der Wende verblieb das Krankenhaus im Besitz des EC-Verbandes. Heute wird das Krankenhaus mit Spezialisierung auf Geriatrie vom EC-Verband und den Sana-Kliniken betrieben.

## Rezeption
Richard Zoozmann, ein häufiger Sommergast an der Schleuse, schrieb 1909:

„Doch, Bester, bist du schon so weit herunter,
daß dir die Natur nicht mehr hilft noch rät,
geht dir die Sonne traurig auf und unter,
so komm zur Knochenburg - eh es zu spät.

Hier hast du in vergnügtem Kunterbunter
Massage, Heilgymnastik und Diät.
Licht-, Luft- und Dampfbad macht dich wieder munter,
bis sich aufs neu dein Lebenssegel bläht.“